# Climbing!
Albums de Mountain
Nantucket Sleighride
(1971)
Singles
1. Mississippi Queen
Sortie : février 1970
2. For Yasgur's Farm
Sortie : 1970

Climbing! est le premier album du groupe américain de hard rock Mountain. Il est sorti le 7 mars 1970 sur le label Windfall Records et a été produit par Felix Pappalardi.

## Historique
Leslie West avait sorti son album solo Mountain un an plus tôt avec Felix Pappalardi à la basse, aux claviers et à la production et participa au Festival de Woodstock sous le nom de Mountain. Il y interpréta notamment Theme For an Imaginary Western un titre de Jack Bruce et Who Am I But You and the Sun qui deviendra For Yasgur's Farm par la suite  et qui est un hommage à Max Yasgur, le fermier qui était le propriétaire de la ferme où a eu lieu le Festival de Woodstock. Ces deux titres figurent sur cet album dans leur version studio.
Cet album fut enregistré dans sa majorité en décembre et janvier 1970 dans les Record Plant Studios de New York. Pour cela West et Pappalardi se sont adjoint les services du batteur canadien Corky Laing et Steve Knight aux claviers.
Cet album sera certifié disque d'or seulement cinq mois après sa sortie. Il contient quelques-unes des chansons les plus connues du groupe : Never in My Life, For Yasgur's Farm et surtout Mississippi Queen (reprise par de nombreux artistes dont Ozzy Osbourne).
Il se classa à la 17e place du Billboard 200 aux États-Unis et à la 19e place des charts canadiens.
L'album est ressorti en 2003 chez Legacy Recordings, filiale de Columbia avec un titre bonus, For Yasgur's Farm enregistré en public.

## Liste des titres
Face 1
| No | Titre                          | Auteur                                             | Chant             | Durée |
| -- | ------------------------------ | -------------------------------------------------- | ----------------- | ----- |
| 1. | Mississippi Queen              | Corky Laing, Pappalardi, D.Rea, West               | West              | 2:30  |
| 2. | Theme For an Imaginary Western | Pete Brown, Jack Bruce                             | Pappalardi        | 5:10  |
| 3. | Never in My Life               | Gail Collins, Laing, Pappalardi, West              | West              | 4:50  |
| 4. | Silver Paper                   | Collins, G.Gardos, Knight, Laing, Pappalardi, West | West & Pappalardi | 3:17  |

Face 2
| No | Titre                | Auteur                                            | Chant             | Durée |
| -- | -------------------- | ------------------------------------------------- | ----------------- | ----- |
| 5. | For Yasgur's Farm    | Collins, Gardos, Laing, Pappalardi, D.Rea, G.Ship | West & Pappalardi | 3:20  |
| 6. | To My Friend         | West                                              | instrumental      | 3:38  |
| 7. | The Laird            | Collins, Pappalardi                               | Pappalardi        | 4:35  |
| 8. | Sittin' On a Rainbow | Collins, Laing, West                              | West              | 2:20  |
| 9. | Boys in the Band     | Collins, Pappalardi                               | West & Pappalardi | 3:35  |

Titre bonus réédition 2003
| No  | Titre                    | Auteur                                            | Chant      | Durée |
| --- | ------------------------ | ------------------------------------------------- | ---------- | ----- |
| 10. | For Yasgur's Farm (Live) | Collins, Gardos, Laing, Pappalardi, D.Rea, G.Ship | Pappalardi | 4:18  |

## Musiciens
- Leslie West : guitare, chant
- Felix Pappalardi : basse, guitare rythmique (The Laird, Boys in the Band), piano, chant
- Corky Laing : batterie, percussions
- Steve Knight : orgue, cloches à main, Mellotron

## Charts et certification

### Album
Charts
| Pays       | durée du classement | Position | Date           |
| ---------- | ------------------- | -------- | -------------- |
| Canada     | 25 semaines         | 19e      | 4 juillet 1970 |
| États-Unis | 26 semaines         | 17e      | 18 juin 1970   |

Certifications
| Pays       | Certification | Ventes    | Date         |
| ---------- | ------------- | --------- | ------------ |
| États-Unis | Or            | 500 000 + | 28 août 1970 |

Charts singles
| Single            | Chart           | Durée du classement | Position | Date          |
| ----------------- | --------------- | ------------------- | -------- | ------------- |
| Mississippi Queen | Hot 100         | 20 semaines         | 21e      | 6 juin 1970   |
| Mississippi Queen | RPM Top Singles | 12 semaines         | 4e       | 1er août 1970 |